# Kotielnikowo (obwód królewiecki)
Kotielnikowo – wieś (ros. село, trb. sieło) w obwodzie królewieckim Federacji Rosyjskiej.
Obecnie (ru: Котельниково – Kotel'nikovo, Kotelnikowo). Do 1946 r. nazwa de: Wargen; do 1939 Kreis Fischhausen (pl: powiat Rybaki); następnie Kreis Samland).
Była to stara osada Prusów, wzmiankowana 1281. Zapewne jeszcze w XIII w. założono zamek krzyżacki, siedzibę komornictwa. Już od początku XVI w. znajdował się w stanie upadku, resztki zanikły po 1780 r.
W pobliżu wznosił się zamek Preyl z 1894 r., należący do hrabiów Lehndorffów, jedno z ulubionych miejsc wycieczkowych mieszkańców Królewca. Podczas natarcia Armii Czerwonej na Królewiec w 1945 r. Wargen i otaczające miejscowości zostały zrównane z ziemią. Z dawnej zabudowy pozostała we wsi tylko jedna zagroda.

## Kościół parafialny

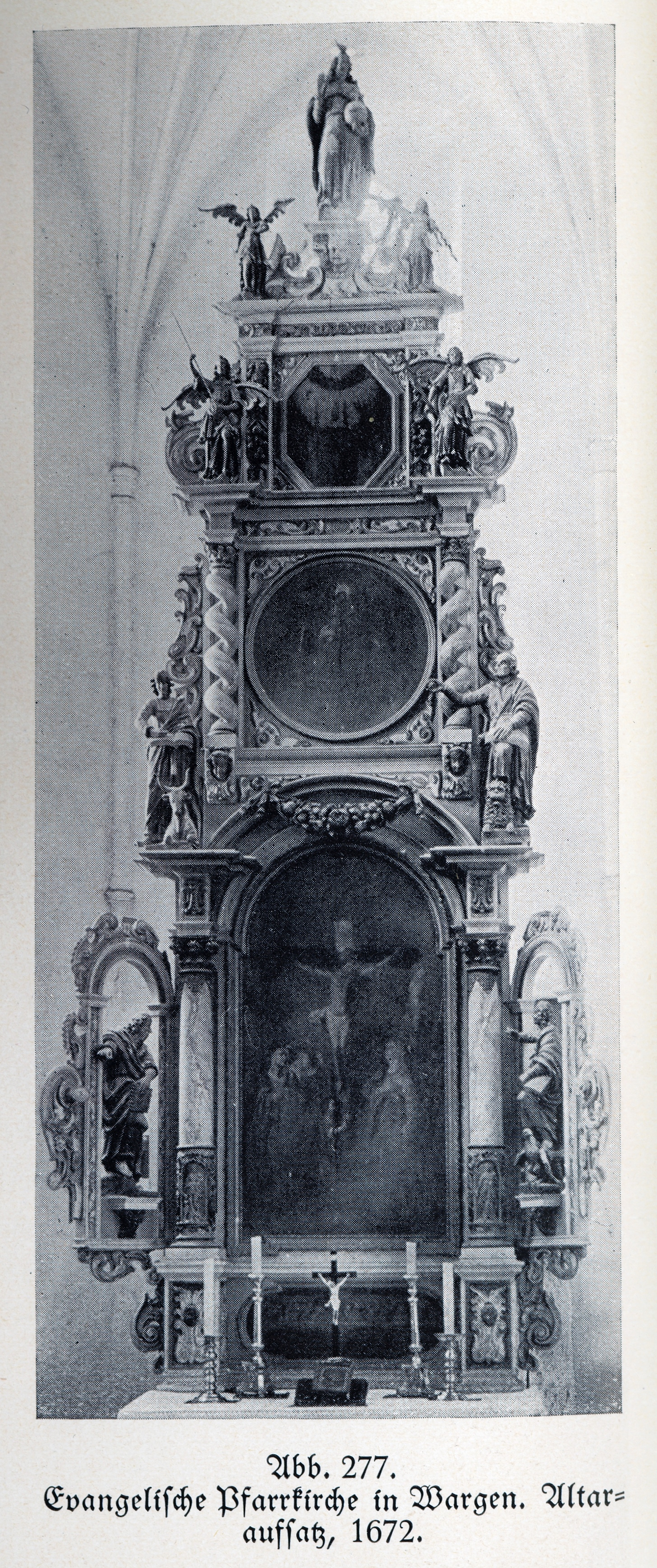
Ołtarz 1672, (Johann Pfeffer)

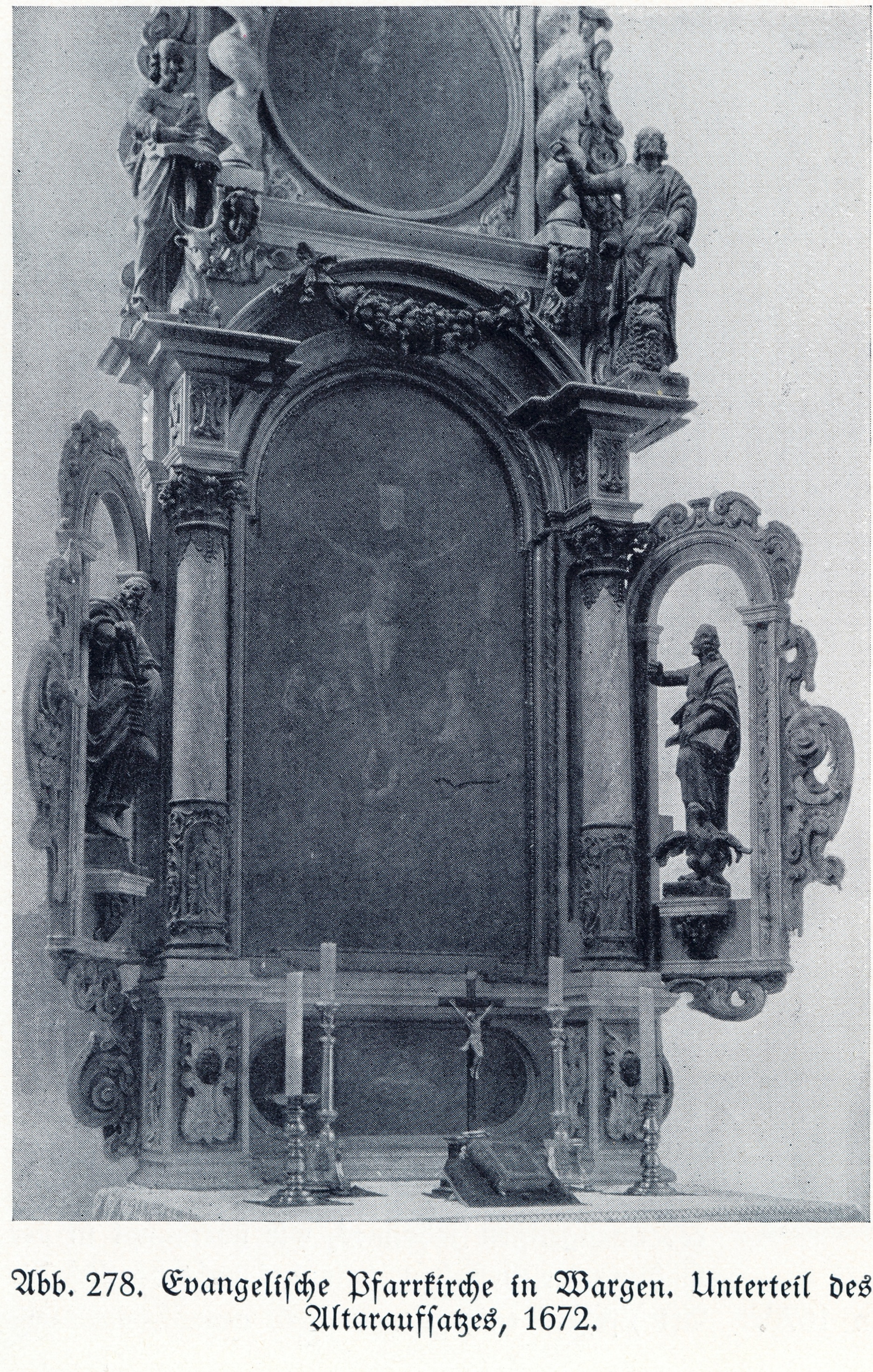
Ołtarz 1672, (Johann Pfeffer)

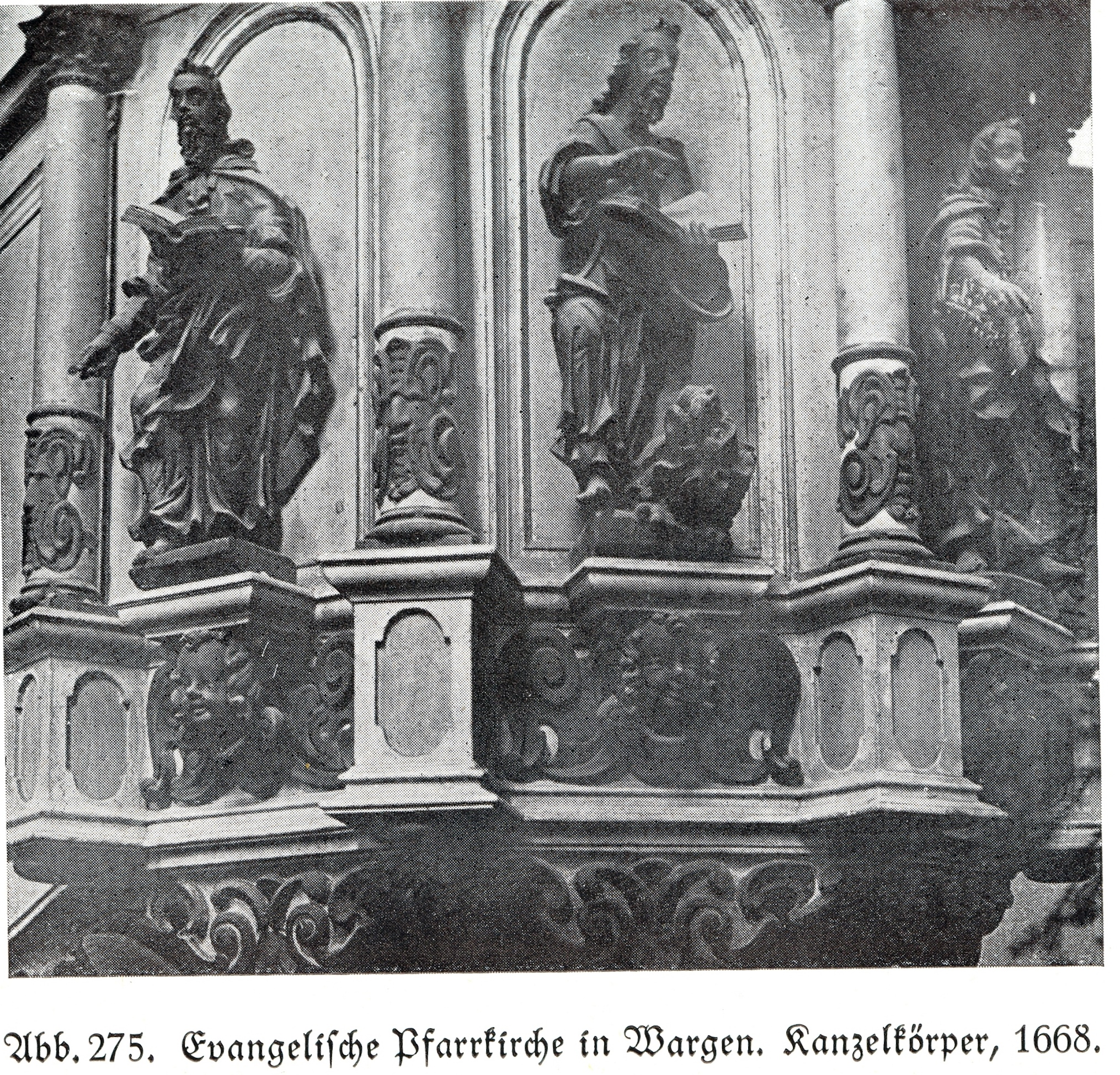
Ambona 1684, (Johann Pfeffer)

Kościół – od XVI w. ewangelicki – wznosił się nad stawem, zapewne na obszarze przedzamcza. Przed 1945 r. parafia obejmowała szereg miejscowości, zamieszkanych łącznie przez około 5500 osób. Był budowlą gotycką, ceglaną, jednonawową z wielobocznie zamkniętym prezbiterium i z wysoką wieżą od zachodu. Pokryte tynkiem ściany budowli były oszkarpowane. We wnętrzu o wyjątkowo smukłych proporcjach znajdowały się sklepienia gwiaździste. z drewnianymi zwornikami. Powstał w połowie XIV w. i należał do najbardziej okazałych świątyń wiejskich Sambii. Był gruntownie remontowany w 1841 r. Wewnątrz znajdowały się późnogotyckie rzeźby. Podczas restauracji w latach 1933-1937, odkryto średniowieczne malowidło ścienne z wyobrażeniem św. Wojciecha. Ołtarz (1672) i ambona (1684) były barokowe i wykonał je warsztat Johannesa Pfeffera. W 1841 r. do nawy wbudowano empory.
W 1996 r. na porośniętym lasem miejscu, gdzie stała świątynia prowadzono kolejne poszukiwania Bursztynowej Komnaty. Natrafiono jedynie na fundamenty kościoła i mury krypty, wokół widoczne były pozostałości cmentarza.
W odległości 7 km na południowy zachód znajdowała się przy leśnej drodze "Kolumna Czterech Braci" (de Vierbrüdersäule), drewniany słup z czterema ramionami z wyobrażeniem głów w hełmach, podobno ustawiony dla upamiętnienia rycerzy, zabitych podczas powstania Prusów w 1295 r., następnie zastąpiony kolumną kamienną.